# Villamartín del Sil
Villamartín del Sil es una localidad del municipio de Páramo del Sil, en la comarca de El Bierzo, provincia de León, Comunidad Autónoma de Castilla y León, España.

## Núcleos de población
La Entidad Local Menor o Concejo de Villamartín del Sil está compuesta por dos núcleos de población, Villamartín del Sil y el barrio de Peñadrada.
Peñadrada se ubica enfrente de Villamartín al otro lado del Sil y a una cota inferior, en torno a los 800 msm. El acceso a Peñadrada se realiza únicamente desde la CL-631 a través de una carretera provincial (LE-4230), que comunica Matarrosa del Sil con el barrio.
En 2014 el INE fijaba una población de 144 habitantes para el conjunto de Villamartín.

## Geografía
El pueblo está situado a media ladera de una montaña con orientación dominante Oeste, en el valle del río Sil. Se encuentra al sur del municipio de Páramo del Sil, lindando con el de Toreno. La altitud media del pueblo es de 850 msm.
La población es atravesada por la calle Real, que va desde La Portilla hasta El Auteiro, al final de Villamartín. Entre ellas se encuentra la plaza del Chano, con la iglesia en su parte este.

## Historia
Se supone que el nombre procede de "Villa de Don Martín", otro señor de la población. Aún se conservan restos del castillo en el que se cree que vivió el noble. Más tarde pasó a ser Villamartín de Rivas (sic) del Sil, debido a ser parte del concejo de Ribas del Sil de Abajo, cuya capital era el propio Páramo del Sil.

## Clima
El clima es templado oceánico con una ligera tendencia mediterránea que se nota en veranos a veces más secos de lo normal, es similar al microclima que disfruta el resto de El Bierzo. Los otoños e inviernos son frescos y lluviosos y suele ser la época de mayor precipitación del año. La precipitación anual ronda los 1200 mm en los años más lluviosos, o algo más de 800 mm en los más secos. Debido a la situación geográfica N-S del valle del Sil en este tramo, los vientos dominantes son de componente N. El periodo de sequía fisiológica para las plantas no suele exceder de mes y medio y los veranos suelen ir acompañados de tormentas más o menos frecuentes.

## Flora
La vegetación es variada, debido a factores climáticos, orográficos y humanos. En las partes bajas predominan las praderas y cultivos de regadío salpicados de nogales, cerezos, manzanos y otros frutales. En la parte media se mezclan cultivos de castaño (Castanea sativa) con monte bajo y monte alto de rebollo (Quercus pyrenaica). Especies comunes en la zona son la escoba (Cytissus scoparius), el cerezo (Prunus avium) o el pino silvestre (Pinus sylvestris). En la parte alta predominan los brezos, hasta llegar a la altitud máxima de Peña Tendoira (1341m.) -ya en el término de San Pedro Mallo-.

## Economía
Al igual que en muchas localidades de esta zona de El Bierzo, la principal fuente de ingresos económicos ha sido tradicionalmente la minería. Ésta se complementaba con actividades de ganadería y agricultura de subsistencia.
Y actualmente, con las prejubilaciones de la extinta actividad minera.

## Demografía
| Evolución demográfica de Villamartín del Sil | Evolución demográfica de Villamartín del Sil | Evolución demográfica de Villamartín del Sil | Evolución demográfica de Villamartín del Sil | Evolución demográfica de Villamartín del Sil | Evolución demográfica de Villamartín del Sil | Evolución demográfica de Villamartín del Sil | Evolución demográfica de Villamartín del Sil | Evolución demográfica de Villamartín del Sil | Evolución demográfica de Villamartín del Sil | Evolución demográfica de Villamartín del Sil | Evolución demográfica de Villamartín del Sil | Evolución demográfica de Villamartín del Sil | Evolución demográfica de Villamartín del Sil | Evolución demográfica de Villamartín del Sil |      |
| Año                                          | 2000                                         | 2001                                         | 2002                                         | 2003                                         | 2004                                         | 2005                                         | 2006                                         | 2007                                         | 2008                                         | 2009                                         | 2010                                         | 2011                                         | 2012                                         | 2013                                         | 2014 |
| -------------------------------------------- | -------------------------------------------- | -------------------------------------------- | -------------------------------------------- | -------------------------------------------- | -------------------------------------------- | -------------------------------------------- | -------------------------------------------- | -------------------------------------------- | -------------------------------------------- | -------------------------------------------- | -------------------------------------------- | -------------------------------------------- | -------------------------------------------- | -------------------------------------------- | ---- |
| Población                                    | 185                                          | 185                                          | 180                                          | 174                                          | 175                                          | 173                                          | 179                                          | 178                                          | 167                                          | 167                                          | 158                                          | 156                                          | 157                                          | 152                                          | 144  |

«Instituto Nacional de Estadística». Consultado el 12 de noviembre de 2015.

## Fiestas
Las fiestas principales son las de San Roque (16 de agosto), la de la Octava del Corpus (mes de junio), la de la Virgen del Rosario, primer domingo de octubre;y como fiestas menos relevantes: Las Candelas, con procesión de la Virgen del mismo nombre acompañada del patrono del pueblo San Roque, también cabe destacar la fiesta de Santa Bárbara el 4 de diciembre, patrona de los mineros donde los hombres del pueblo que trabajaban en la mina se vestían con su mono, su casco y su candil y sacaban en profesión a su patrona después todo el pueblo disfrutaban juntos de una comida y posterior verbena en muchas ocasiones acompañados por la nieve.

## Cultura tradicional
Se conserva el juego de los bolos en su variedad local y otros juegos tradicionales como la billarda.
Además se conservan otras tradiciones como “Las trastadas”, se realizan a partir de las doce de la noche del último sábado de las vacaciones de Semana Santa, consistiendo en hacer inocentadas para que los habitantes del pueblo las descubran a la mañana siguiente.
Los ejemplos más destacados son: tirar huevos robados de los gallineros, subir ganado de los prados al pueblo, atar un burro al badajo de la campana colocándole paja a la distancia suficiente para que al intentar alcanzarla, la campana suene, hacer caminos de paja de puerta a puerta uniendo las casas de los enamorados, descubriendo así su relación, además de no permitir el paso por las calles con palos, contenedores, escobas... dejando libre una única calle por si se producen emergencias.